# Тринаест година касније
Тринаест година касније: љутите белешке у тринаест глава (рус. Тринадцать лет спустя: Сердитые заметки в тринадцати главах) су мемоари руске балерине Маје Плисецке (рус. Плисецкая Майя Михайловна) (1925-2015) објављени 2007.године. Наставак су мемоара Ја, Маја Плисецка (рус. Я, Майя Плисецкая) који су објављеи 1994. године. Српско издање књиге Тринаест година касније објавила је издавачка кућа "Паидеиа" из Београда 2010. године у преводу Загорке Зечевић.

## О аутору
Маја Плисецка је рођена у Москви 25. новембра 1925. године. Потиче из старе руске балетске породице јеврејског порекла. Са осамнаест година постала је чланица Бољшог театра. Била је у браку са композитором Родион Шчедрином. Умрла је у Минхену 2. маја 2015. године.

## О књизи
После тринаест година Маја Плисецка пише о свом животу и дешавањима која су се збила после написане прве књиге мемоара. Пише о бригама, радостима, тешкоћама у периоду од 1994. до 2006. године. Русија је пролазила кроз промене, и ауторка пише о томе. Земља је трагала за истином а сваким кораком се удаљавала од ње. Неколицина људи се обогатила, а народ је осиромашио. Плисецка је желела да својом причом и књигом читаоци увиде и створе слику о тим људима, временима...У књизи пише и о радостима које јој је подарила.

## Читам свој живот
Књига Читам свој живот је књига која је објављена 2010. а на српском језику 2015. године, а представља обједињене аутобиографије Ја, Маја Плисецка и Тринаест година касније.